# Liste von Spielzeugmuseen

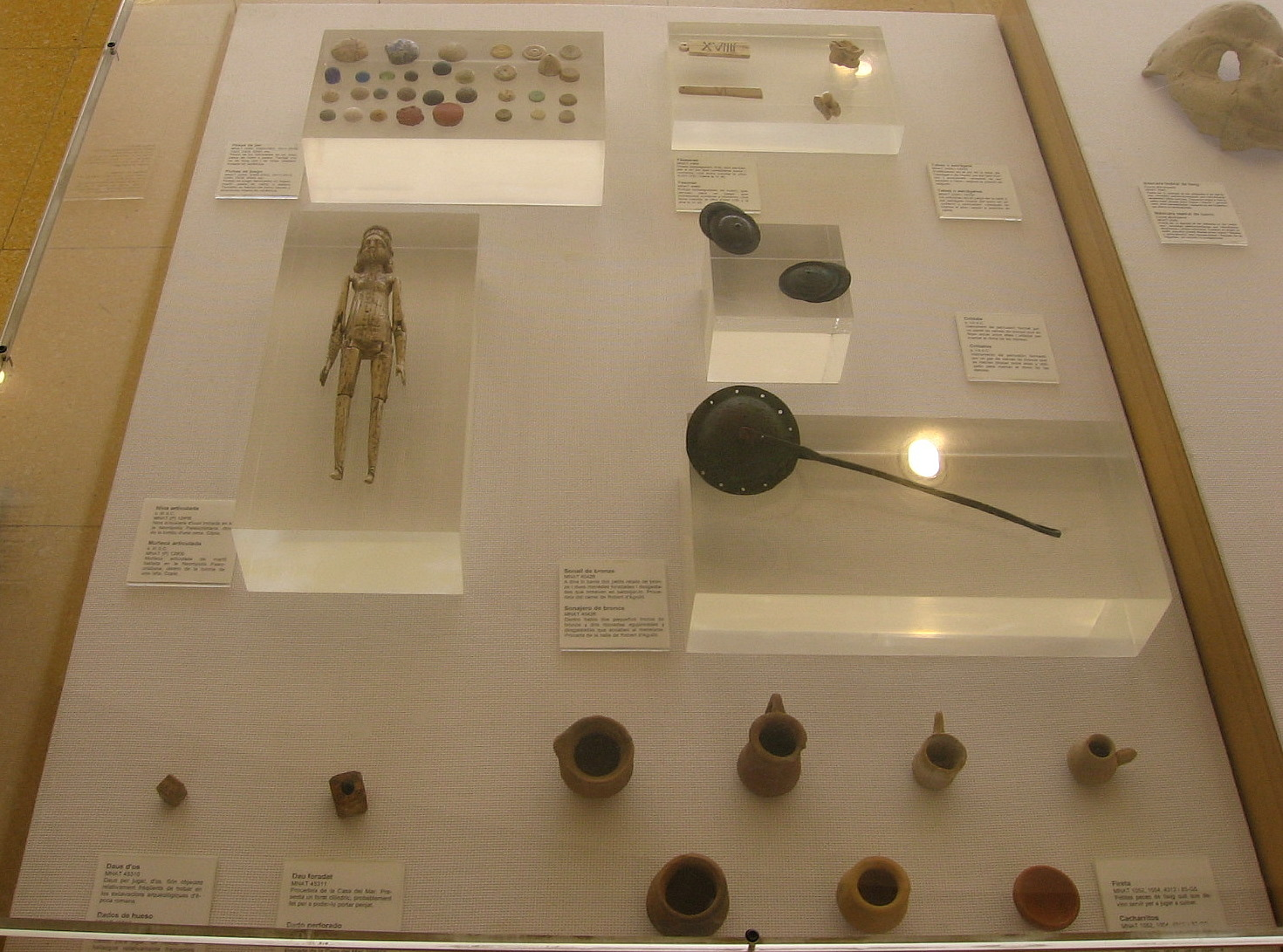
Antikes Spielzeug im Archäologischen Museum Tarragona, Spanien

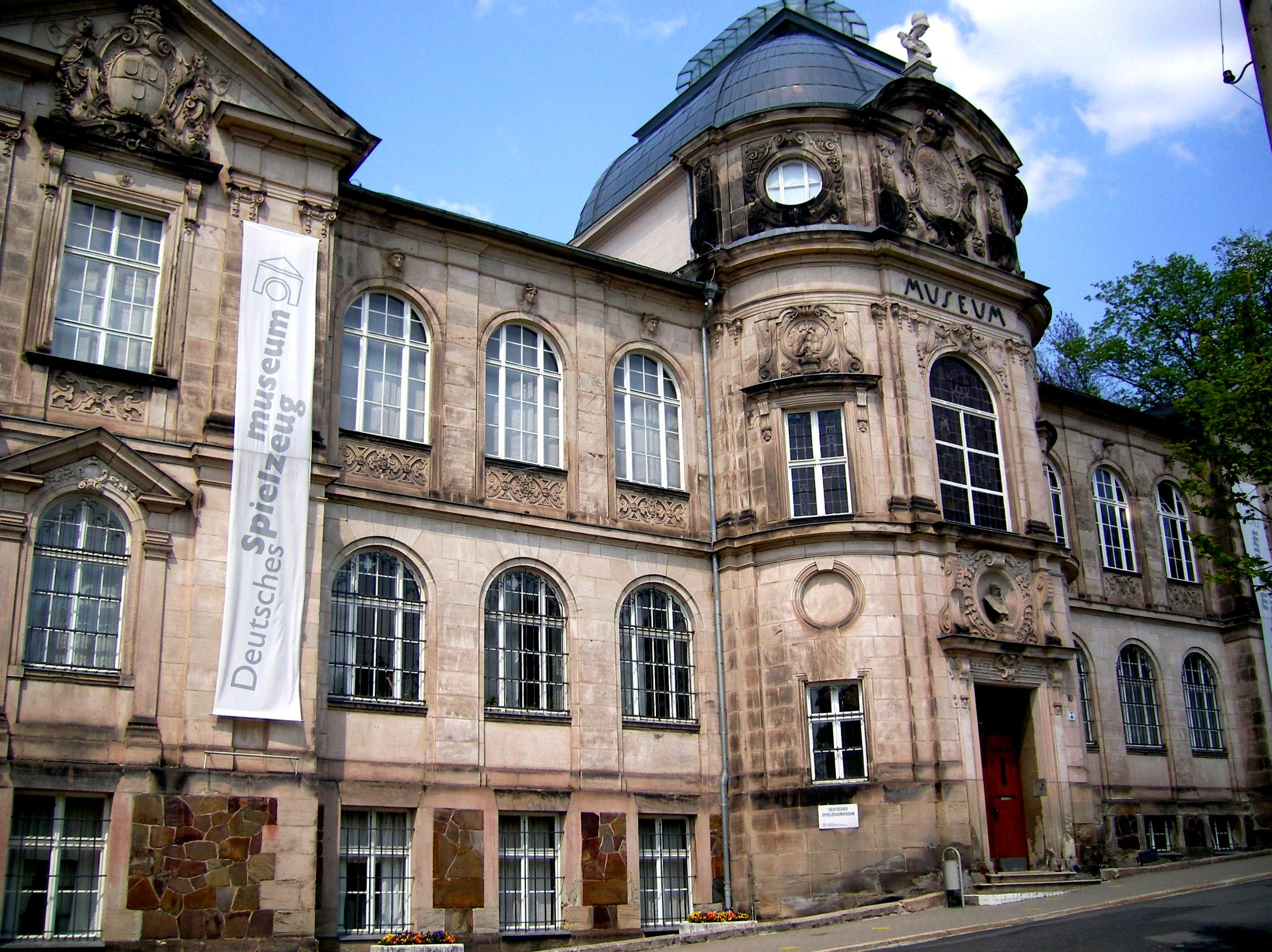
Deutsches Spielzeugmuseum, Sonneberg

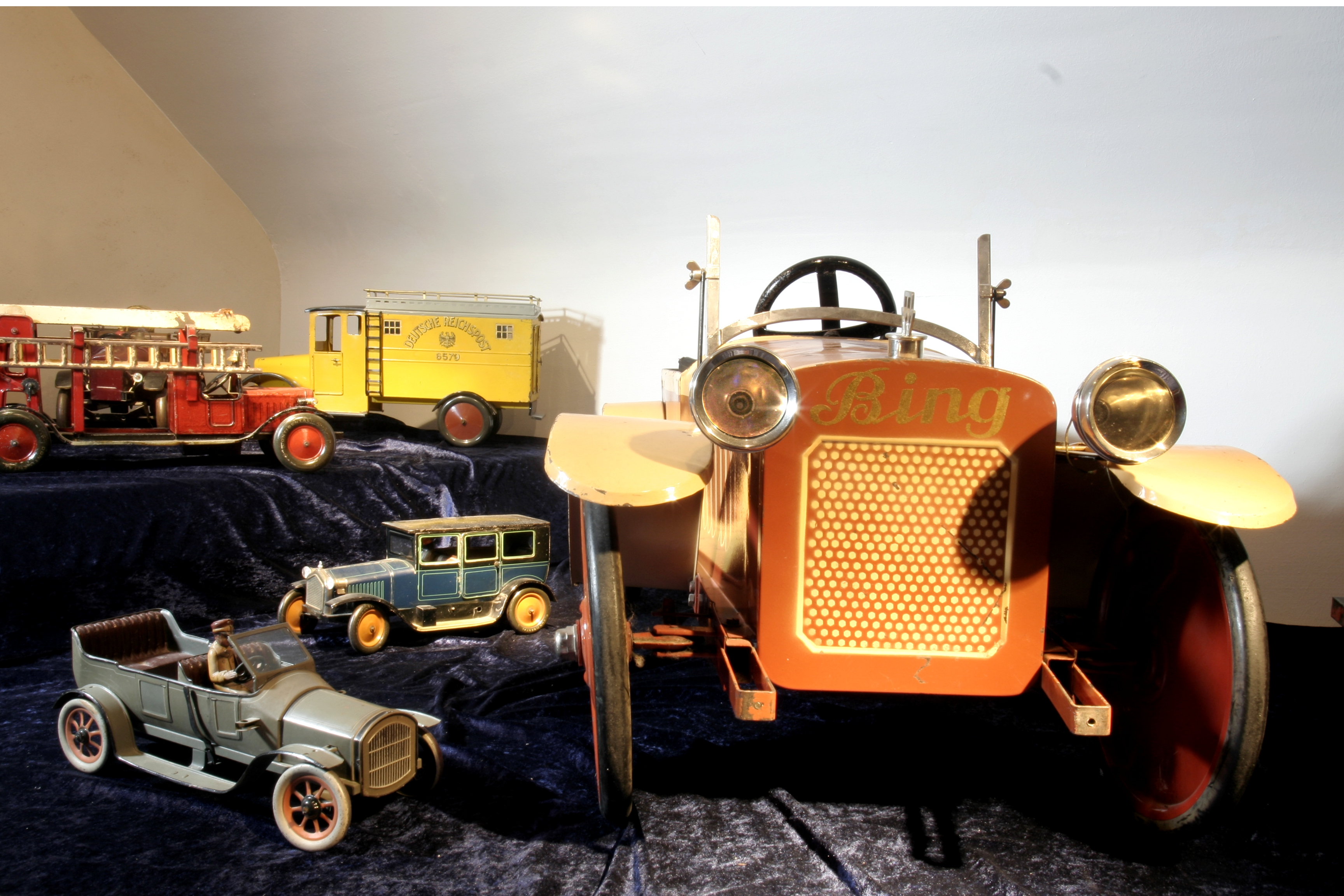
Historisches Spielzeugmuseum Freinsheim

In folgenden Orten ist ein Spielzeugmuseum zu finden:

## Museen in den Ländern

### Deutschland
- Aschersleben: DDR-Spielzeugmuseum Aschersleben
- Bad Kissingen: Spielzeugwelt im Museum Obere Saline
- Bad Münstereifel: Holzspielzeugmuseum Bad Münstereifel
- Spielzeugmuseum Solz in Bebra (1988–2014)
- Beilngries: Spielzeug- und Figurenmuseum „anno dazumal“ (Beilngries)
- Coburg: Puppen- und Spielzeug-Museum (1987–2022)
- Coesfeld: Historisches Spielzeug- und Puppenmuseum
- Erfurt: Puppenstubenmuseum Erfurt (2023 geschlossen)[1]
- Freinsheim: Historisches Spielzeugmuseum Freinsheim
- Grefrath: Spielzeugmuseum (Ausstellungsort: Niederrheinisches Freilichtmuseum)
- Hagnau am Bodensee: Das Kleine Museum
- Hamburg: Spielzeugmuseum (Hamburg)
- Hasselbach: Spielzeugmuseum Kunsterbunt
- Hüllhorst-Schnathorst: Spielzeugmuseum[2]
- Ilmenau: DDR-Spielzeugmuseum Ilmenau (2009–2015)[3]
- Judenbach bei Sonneberg: Stiftung Judenbach (Ausstellung von mechanischem Spielzeug)
- Ingolstadt: Spielzeugmuseum
- Kevelaer: Niederrheinisches Museum Kevelaer
- Kleßen-Görne: Spielzeugmuseum im Havelland
- Leipzig: Mitspielzeugmuseum
- München: Tretauto-Museum, Spielzeugmuseum (München)
- Neustadt bei Coburg: Museum der Deutschen Spielzeugindustrie
- Nürnberg: Spielzeugmuseum (Nürnberg)
- Rauenstein: Schildkröt-Puppen-Museum
- Schleswig: Sammlung Dr. Gunkel im Stadtmuseum Schleswig
- Sebnitz: Modelleisenbahnmuseum der TILLIG Modellbahnen GmbH & Co. KG
- Seiffen: Erzgebirgisches Spielzeugmuseum Seiffen
- Solingen: Puppen-, Bären- und Spielzeugmuseum Solingen
- Soltau: Spielzeugmuseum Soltau
- Sonneberg: Deutsches Spielzeugmuseum
- Steinhude: Fischer- und Webermuseum Steinhude mit Spielzeugmuseum
- Sugenheim: Spielzeugmuseum im Alten Schloss
- Waltershausen: Puppenmuseum im Schloss Tenneberg

- Trier: Spielzeugmuseum Trier
- Zirndorf: Städtisches Museum Zirndorf

- weitere: Liste deutscher Museen nach Themen / Spielzeug, Modelleisenbahnanlagen (Deutschland- und weltweit)

### Estland
- Tartu: Tartu Mänguasjamuuseum[4]

### Frankreich
- Pariser Museum der dekorativen Künste mit einer Ausstellung von Spielzeug und einem Bestand von 12.000 Stücken

### Großbritannien
- Pollock's Toy Museum, Papiertheater, London
- The Bear Museum, Teddybärmuseum (1984–2006)
- Brighton Toy and Model Museum, in Brighton, Sussex
- Museum of Childhood (London)
- The Museum of Childhood (Edinburgh), on the Royal Mile, Edinburgh, Schottland

### Indien
- Shankar's International Dolls Museum, Delhi (1965)

### Italien
- Grödner Spielzeugmuseum in Südtirol zeigt eine reiche Sammlung von Holzspielzeug und Gliederpuppen aus dem 19. und ersten Hälfte des 20. Jahrhunderts.

### Japan
- The World Toy Museum, Karuizawa, Nagano

### Litauen
- Vilnius: Žaislų muziejus[5]

### Österreich
- Salzburger Spielzeugmuseum
- Puppen- und Spielzeugmuseum Baden bei Wien (seit 1990)

### Polen
- Muzeum Zabawek in Kudowa Zdrój
- Muzeum Zabawek in Krynica-Zdrój

- Miejskie Muzeum Zabawek in Karpacz

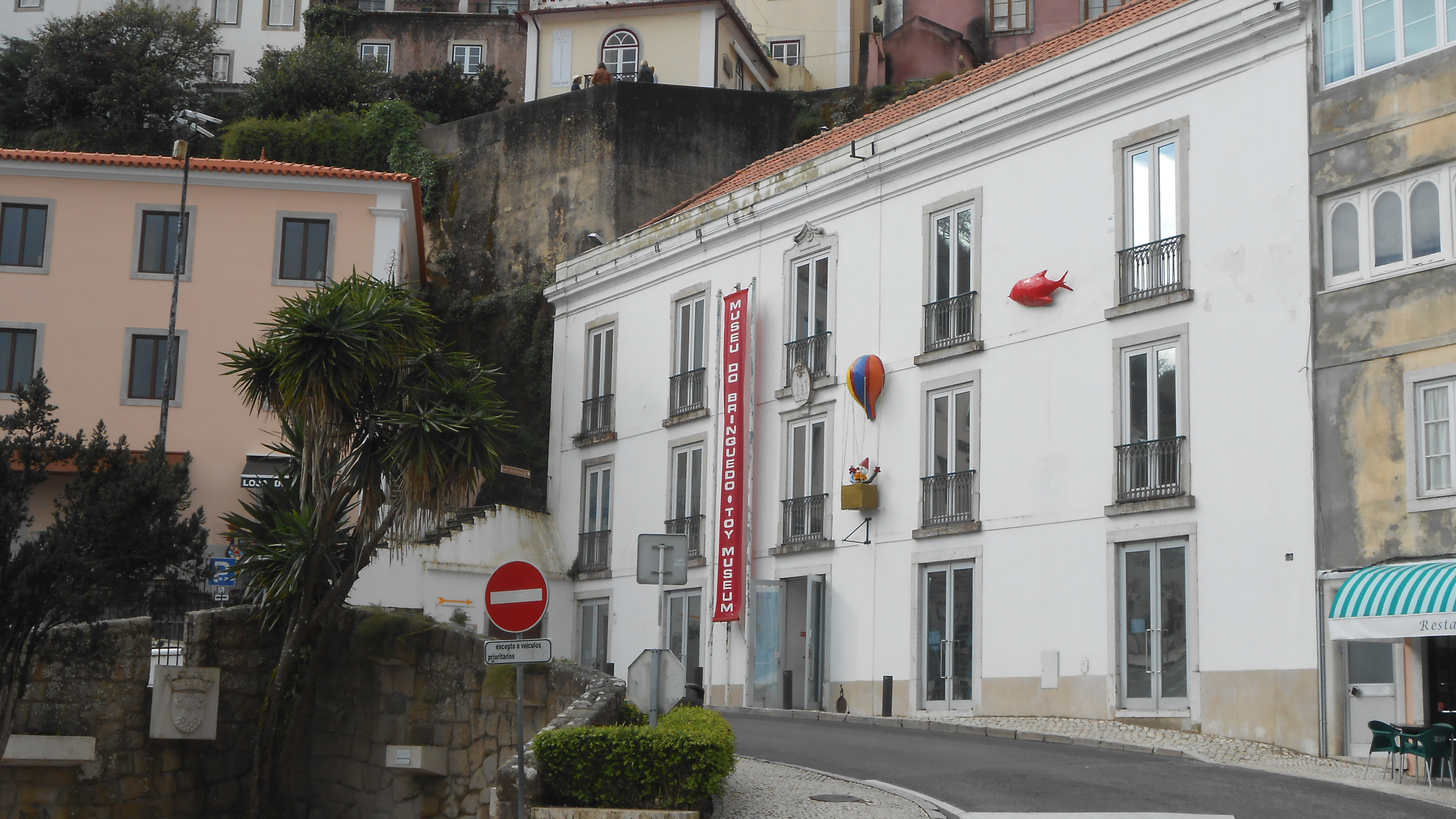
Das Museu do Brinquedo in Sintra

- Muzeum Zabawek i Zabawy in Kielce
- Galeria Starych Zabawek[6] in Danzig

### Portugal
- Museu do Brincar in Vagos
- Museu do Brinquedo in Sintra
- Museu do Brinquedo Português in Ponte de Lima
- Caramulo-Museum, das Automobil- und Kunstmuseum in Caramulo verfügt auch über eine Spielzeugsammlung

### Rumänien
- Muzeul de Jucării (Spielzeugmuseum) in Bukarest

### Russland
- Russia-Sergiev Posad-Toys Museum (russ. Музей игрушки; 1918) Moskau
- Spielzeugmuseum (russ. Санкт-Петербу́ргский музе́й игру́шки), Sankt Petersburg

### Schweden
- Spielzeugmuseum Stockholm

### Schweiz
- Puppenhausmuseum Luzern[7]
- Zürcher Spielzeugmuseum
- Spielzeugmuseum in Riehen
- Museum Lindengut, Winterthur (Heimatmuseum mit separater Spielzeugsammlung)
- Spielzeugmuseum Wattenwil
- Spielzeug Welten Museum Basel

### Spanien
- Museo Valenciano del Juguete de Ibi (Alicante)
- Museo de figuras de Sepúlveda (Segovia)
- Museu del Joguet de Catalunya - Figueres (Girona)
- Museo de Juguetes de Albarracín (Teruel)
- Museu d'Història de la Joguina - St. Feliu de Guixols (Girona)
- Museo de los Soldaditos de Plomo (Valencia)
- Museo de Muñecas de Palma (Mallorca)
- Museo de Juguetes y Autómatas, in Verdú, Katalonien

### Tschechien
- Spielzeugmuseum im Burggrafenpalast auf der Prager Burg - geschlossen

### Türkei
- Spielzeugmuseum Istanbul, Göztepe

### Ukraine
- Staatliches Spielzeugmuseum in Kiew

### USA
- American Toy Marble Museum,[8] Akron, Ohio (2002)
- Toy and Plastic Brick Museum, Bellaire, Ohio (2006)
- National Farm Toy Museum, Dyersville, Iowa
- Strong – National Museum of Play, New York, mit der National Toy Hall of Fame
- Teddy Bear Museum of Naples, Florida (1990–2005)